# Hoax
Det engelske ord hoax (dansk bluffnummer, fupnummer, svindelnummer) er afledt af "Hocus pocus" og betegner et forsøg på at narre et publikum til at tro, at noget falsk er ægte. I mange tilfælde indgår et eller andet forfalsket objekt i historien. I modsætning til et almindeligt bedrageri udføres en hoax normalt for et stort publikum og motivationen er ikke økonomisk vinding.
En hoax udbredes ofte som en practical joke med et humoristisk grundlag. Formålet er ofte blot, at få publikum til at tro på historien og efterfølgende udløse forlegenhed, når den rette sammenhæng afsløres. Et dybere formål kan være at afsløre eller udstille bestemte religiøse eller politiske retninger.
I mange tilfælde opstår der lange diskussioner om, hvorvidt en given påstand er pålidelig eller en hoax.

## Blandt computere
På dansk bruges ordet mest i en lidt mere snæver betydning om forfalskede eller ikke-eksisterende computervirus eller andre trusler mod computersikkerheden. Sådan en hoax udbredes oftest med e-mail, og kan i årevis vandre rundt fra den ene bruger til den anden.
En typisk hoax af denne type kan f.eks. fortælle, at en bestemt fil er en virus, og opfordre brugeren til at slette den omgående, hvis den findes på computeren. Meddelelsen ledsages af detaljerede anvisninger på hvordan man finder og fjerner den pågældende fil, og endelig understreges vigtigheden af at videresende beskeden til flest mulige, så de også kan finde og fjerne filen.
I virkeligheden er filen imidlertid en helt almindelig og "legitim" bestanddel af computerens operativsystem. Brugeren vil altså altid finde den, og kan ved at slette den i værste fald beskadige computeren. I bedste fald er der tale om en del af systemet som sjældent eller aldrig benyttes.
De fleste producenter af anti-virus-software har på deres hjemmesider opdaterede lister med beskrivelse af udbredte hoax af denne type. Her kan man kontrollere, om en modtaget advarsel er reel eller blot en hoax.

## Ekstern henvisning
- F-Secure hoax liste Arkiveret 4. april 2005 hos  Wayback Machine
- McAfee database med virus og hoax
- Symantec Security Responce Arkiveret 31. juli 2005 hos  Wayback Machine